# Elena Romero Barbosa
Elena Romero Barbosa   (Madrid, 7 de novembre de 1907 - San Sebastián de los Reyes, 2 d'abril de 1996) va ser una pianista, compositora, professora de música i directora d'orquestra espanyola. Va ser la primera dona directora d'una gran orquestra simfònica a Espanya.

## Biografia
El seu pare, Evaristo Romero, va ser diputat i periodista, redactor i, durant un temps, director adjunt del diari ABC. La família vivia a Madrid en una colònia de xalets de Prosperidad, una de les zones riques de la capital on vivien molts membres del cos diplomàtic i les seves famílies, per la qual cosa Elena Romero Barbosa va aprendre aviat el francès i l'alemany. Més tard va aprendre també el català, l'italià, l'anglès i el rus.
Com era usual en l'educació de les filles de famílies acomodades, va estudiar piano. Va començar la seva formació musical amb la seva mare des de nena i posteriorment va rebre les primeres classes formals de José de Balsa. Va estudiar composició en el Conservatori de Madrid amb Joaquín Turina i Julio Gómez, i va prosseguir els estudis de direcció d'orquestra amb Ataülf Argenta. Estudià també a Friburg, Breslau, Heidelberg i a París.

## Carrera musical
Als dotze anys va debutar amb un concert en el Círculo de Bellas Artes a Madrid. Posteriorment, a Barcelona, va ampliar els estudis de piano amb Frank Marshall King (l'acadèmia del qual era un dels principals centres culturals de la ciutat), i de composició, amb Ricard Lamote de Grignon. Destaca també la seva relació, professional i d'amistat, amb el que va ser un dels seus principals mentors, el compositor espanyol Salvador Bacarisse, des de l'estada de tots dos a Barcelona que es va prolongar, posteriorment, en l'exili del seu amic a París. A Barcelona no sols aprendria català amb gran rapidesa, sinó que arrelaria en ella per sempre un gran amor per Catalunya.
En el moment de l'aixecament militar en la Guerra Civil espanyola, es trobava en un concert a València, que va ser transmès per ràdio. Pel fet que l'edifici de la ràdio durant el concert va ser ocupat per un grup de falangistes, els seus pares li van aconsellar tornar a Madrid. Però Elena Romero se n'anà a Barcelona i, compromesa amb la República, col·laborà amb el Ministeri de Propaganda. El seu professor de piano, Marshall, es va exiliar a Casablanca però el 1939, al començament de la Segona Guerra Mundial, va tornar a Barcelona i reobrí l'acadèmia. Elena Romero hi va estudiar aleshores violí, per a familiaritzar-se amb l'instrument, i composició.
El 1940 començà a compondre amb assiduïtat. Les seves primeres obres són per a veu i piano sobre textos de Juan Ramón Jiménez i Luis de Góngora entre d'altres, amb incursions en la música de cambra. El 1943 tornà a Madrid, on abordà estudis lliures d'Harmonia en el Real Conservatori de Música i Declamació. Es va instal·lar a Madrid, on estudià composició amb Joaquín Turina, Domingo Julio Gómez García i Manuel López Varela, així com direcció d'orquestra amb Ataülf Argenta Maza. Va completar els seus estudis a Alemanya, on va participar en diversos cursos de música barroca, igual que a França.
Romero Barbosa va ser la primera dona directora d'una gran orquestra simfònica a Espanya. Va dirigir l'Orquestra Simfònica de Barcelona i l'Orquestra de Ràdio Nacional d'Espanya. Com a pianista va fer moltes gires de concerts tant a Espanya com a l'estranger.
Les seves obres orquestrals van ser interpretades sota la batuta de directors de renom com Ricard Lamote de Grignon, Jesús Arámbarri Gárate, Joan Pich i Santasusana, Luis de Freitas Branco, Eduard Toldrà i Soler, Karl August van Vogt i José María Usandizaga Soraluce. En composició, va ser partidària de l'estil espanyol de Manuel de Falla i Joaquín Turina, amb una certa modernitat i innovació, amb clares tendències a l'expressionisme atonal i l'impressionisme de Claude Debussy. Va ser membre honorària de l'associació Mujeres en la Música.
Va passar els últims anys a San Sebastián de los Reyes dedicada a les classes de piano fins al final dels seus dies el 1997. El llegat de la seva obra és a la Biblioteca de la Fundació Juan March.

## Premis i reconeixements
Poc després de la seva mort, l'Associació Mujeres en la Música organitzà un concert d'homenatge en el Museu del Prado, amb la participació i presència de compositores espanyoles.
Com a compositora va ser guardonada amb el Premi Pedrell pel seu ballet Títeres, i amb un premi de la British Broadcasting Corporation (BBC) (1976) pel seu Assaig per a Orquestra sobre dues cançons sud-africanes.

## Composicions

### Obres per a orquestra
- 1949 Pequeña Suite Penibética, per a orquestra
- # Serenata
- # Interludi
- # Final
- 1952 Cant a Turina: en homenatge a Joaquín Turina, per a orquestra -també en una versió per a orquestra de corda
- 1952 Fantasía española, per a piano i orquestra de corda
- 1953 Balada de Castilla
- 1956 Ensayo para orquesta sobre dos canciones sudafricanas, per a orquestra
- 1958 Sinfonietta concertante, per a violí, violoncel i orquestra
- 1965 Aristeo, poema simfònic per a orquestra
- 1973 Simfonia en Do (Del record), per a orquestra
- 1985 Dos movimientos per a orquestra de cordes
- En el cuarto de los niños

### Banda de música
- 1956 Ensayo para orquesta sobre dos canciones sudafricanas

### Teatre musical

#### Òperes
- 1957 Marcela, òpera de cambra

#### Ballets
- 1950 Títeres

### Música vocal

#### Obres per a cor
- 1940 Bien lo vi embarcarse: cançó asturiana, per a cor mixt
- 1956 Romance del caballero, per a cor de dones (SSA) i el piano de text: anònim del segle XVII-segle XVIII
- 1981 Canción antigua, per a cinc veus mixtes; text: anònim

#### Cançons
- 1941 Si la luna fuera espejo, per veu i piano. Text: Luis de Góngora
- 1947 Córdoba, per a veu i piano. Text: Manuel F. Palomero
- 1948 Anteprimavera, per a veu i piano. Text: Juan Ramón Jiménez
- 1948 Madrugada, per a veu i piano. Text: Juan Ramón Jiménez
- 1953 El cantar, per a veu i piano. Text: Manuel Machado (1874-1947)
- 1954 Quequita, per a veu solista i piano. Text: Rafael Villaseca (1886-1955)
- 1983 El ángel de los números, per a veu solista i piano. Text: Rafael Alberti

### Música de cambra
- 1942 Fantasía española para violín, violonchelo y piano
- 1949 Canzonetta, per a violí i piano
- 1953 Canción de cuna, per a violí i piano
- 1956 Sonata en sol menor (sol menor), per a violí i piano
- 1958 Adagio y rondó per a violí i piano
- 1963 Preludio, fuguetta y rondó en Si bemol (b flat major) per a oboè, clarinet, viola i violoncel
- 1979 Habanera
- 1983 Divertimento, per a violí, violoncel i piano
- 1988 Dos tiempos atonales, per a violí i piano
- 1988 Cuarteto en Sol menor (sol menor), per a quartet de corda

### Obres per a òrgan
- Tres movimientos

### Obres per a piano
- 1947 Danza del payaso: del ballet "Títeres
- 1949 Sonata en Re mayor (D mayor) - també, per a clavecí
- 1956 Sonata en Sol mineur (sol menor)
- 1958 Cancioncilla per a piano: homenatge a Federico García Lorca
- 1980 Tres movimientos
- Canción y danza para tres notas
- Canto a Turina
- Danza Rústica
- De noche en el Albaicín
- Dos movimientos temáticos -versión para guitarra-
- Dos preludios de invierno
- Fantasía temática
- Idilio, nocturne
- La noche cae y el niño duerme
- Sugerencias
- Tres piezas breves

### Obres per a arpa
- 1959 Dos movimientos

### Obres per a guitarra
- Fuga sobre una "falseta"
- Tres de junio